# Janjaweed

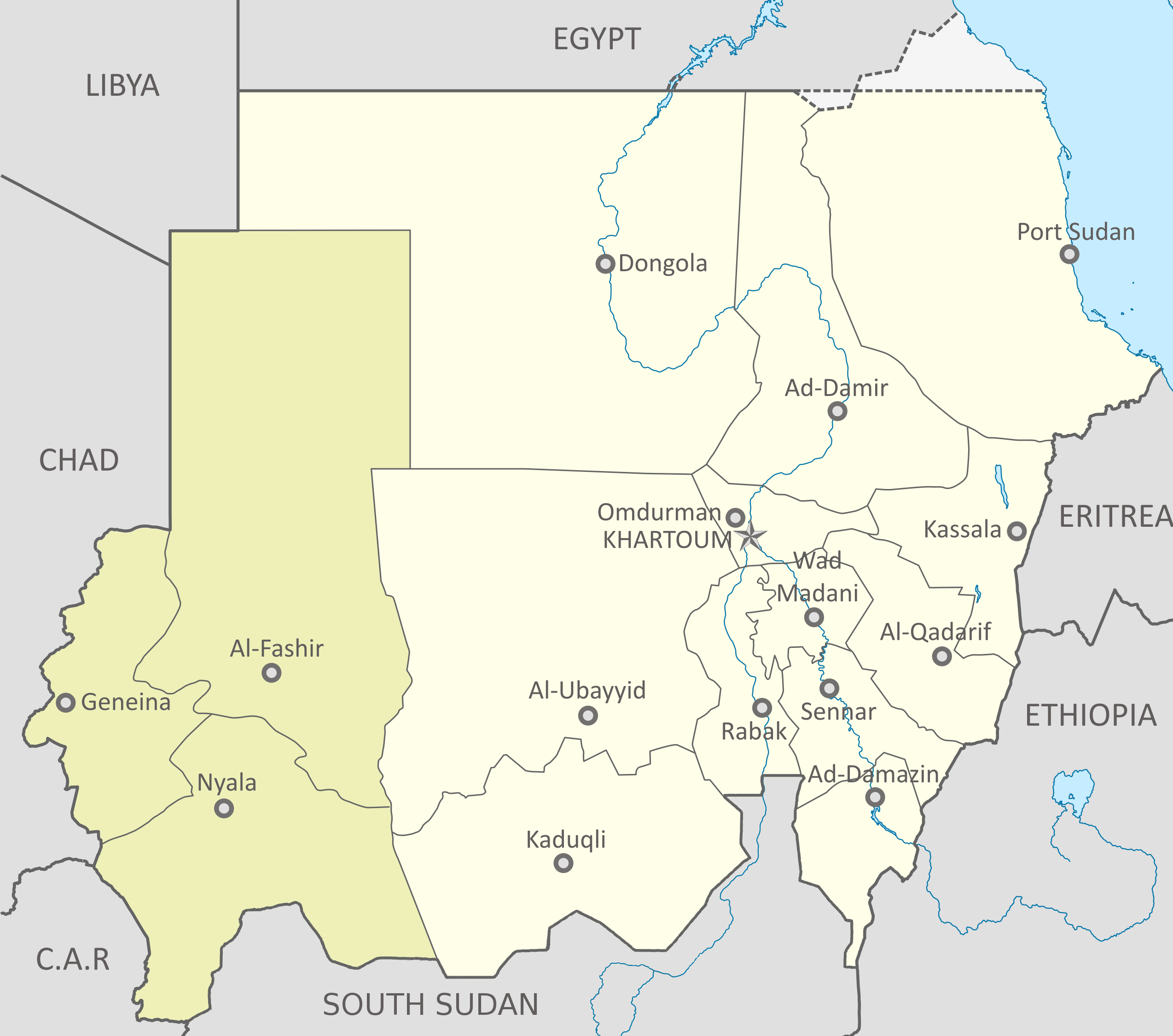
Darfurregio (2011)

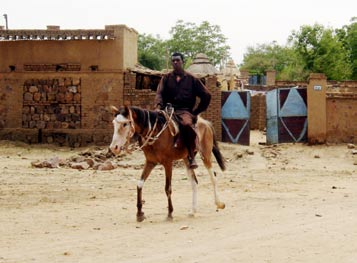
Een Janjaweed te paard

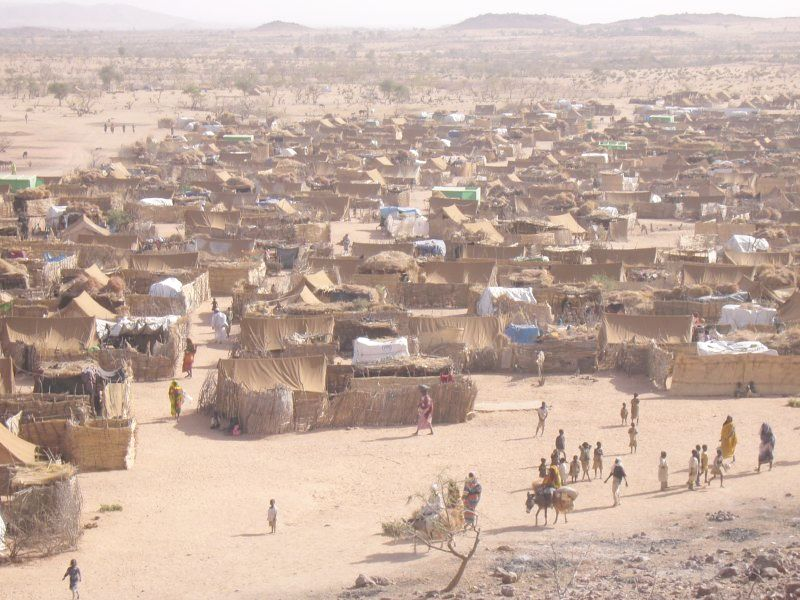
Vluchtelingenkamp van mensen uit Darfur op de vlucht voor de Janjaweed

De Janjaweed of Janjawid (Arabisch: جنجويد, Ǧanğawīd) zijn een bewapende militie actief in de Darfurregio van Soedan. Zij bestaan uit Arabieren, vooral van het Baggaravolk. Het woord "Janjaweed" betekent letterlijk "een man met een paard en een geweer" maar wordt ook als "man te paard" vertaald. De Janjaweed hebben kampen in Girgigirgi en Ustani.

## Voor het conflict in Darfur
De Janjaweed zijn de opvolgers van een andere Arabische militie, de Murahilin (ofwel de "nomaden"), die voorafgaand aan het conflict in Darfur jarenlang actief waren in de regio. Sinds de escalatie van het Darfurconflict rond 2003 vormen de Janjaweed een van de agressors in dit gewelddadige conflict waarbij Arabieren en Afrikanen het tegen elkaar opnemen. In de regio Darfur wonen Arabieren en zwarte Afrikanen. De Arabieren zijn vooral nomaden, de Afrikanen vooral landbouwers. Voorafgaand aan het conflict in Darfur waren er al onlusten tussen de nomaden en boeren over de verdeling van het land. Deze strijd werd agressiever door de aanhoudende droogte in de regio Darfur, waardoor vruchtbaar land schaarser werd. In de Darfurregio is de Arabische cultuur dominant, zowel de Arabieren als de Afrikanen zijn moslims. Anders dan de conflicten tussen Noord- en Zuid-Soedan heeft het conflict in Darfur dan ook geen religieuze maar een economische en etnische achtergrond. 

## Ontstaan Janjaweed
De Janjaweed ontstonden in 1988 in Tsjaad nadat de Tsjadische president Hissène Habré, gesteund door Frankrijk en de Verenigde Staten, het Libische leger wist te verslaan. De Tsjadisch-Libische protegé Acheickh Ibn Omer Saeed vertrok met zijn strijders naar het aan Tsjaad grenzende Darfur waar hij bescherming kreeg van Sheikh Musa Hilal, de leider van een aantal Arabisch-Afrikaanse stammen in het noorden van Darfur. In de jaren 90 voegden zich Arabieren uit Darfur bij de Janjaweed. De door de regering gedoogde Janjaweed bonden de strijd aan met zwarte Afrikaanse stammen over het land in de regio. Rond 2000 was de regering in Khartoem bang voor terroristische acties van de zijde van de zwarte Afrikanen in Darfur, daarom bewapende de regering de Janjaweed.

## Escalatie conflict in Darfur
In 2003 escaleerde het conflict in Darfur door aanvallen op regeringsinstellingen door de Afrikaanse Beweging voor Rechtvaardigheid en Gelijkheid (Justice and Equality Movement, JEM) en het Soedanese Bevrijdingsleger (Sudanese Liberation Army, SLA). Hierop greep de door de regering gesteunde Janjaweed in. Militair kregen de Janjaweed al snel de overhand: ze waren beter bewapend, werden gesteund door de Soedanese regering en kregen hulp van het Soedanese leger. De Janjaweed gingen over tot een systematische etnische zuivering, waarbij niet-Arabische dorpen werden platgebrand en de inwoners vermoord of verjaagd. In de zomer van 2004 zijn er meer dan 10.000 mensen vermoord en zijn een miljoen mensen op de vlucht geslagen. De Janjaweed achtervolgden de vluchtelingen tot in Tsjaad, waarbij het tot gevechten kwam tussen de Janjaweed en het leger van Tsjaad. De Soedanese regering ontkent overigens elke betrokkenheid bij de Janjaweed. 

## Genocide
In oktober 2007 sprak de Verenigde Naties voor het eerst van genocide in Darfur. Naar schatting waren er toen (vanaf 2004) tussen de 200.000 en 400.000 zwarte Afrikaanse burgers vermoord. De Veiligheidsraad deed een oproep om de Janjaweed te ontwapenen. Op 14 juli 2008 werd de Soedanese president Omar al-Bashir door de aanklager van het Internationaal Strafhof in staat van beschuldiging gesteld wegens genocide. Omar al-Bashir is volgens de aanklager het brein achter de genocide op zwarte Afrikaanse stammen, verkrachting en deportatie waarbij hij gebruik heeft gemaakt van de Janjaweed. De voormalige gastheer van de Janjaweed in Darfur, Sheikh Musa Hilal, wordt internationaal gezien als leider van de Janjaweed. Hilal zelf noemt zich een stamhoofd en heeft toegegeven dat hij Janjaweed rekruteert, maar hij ontkende dat hij militaire macht heeft binnen de Janjaweed. 
Vanaf 2006 stromen er Janjaweed in in het reguliere Soedanese leger. Ondertussen sloten steeds meer Arabische mannen zich aan bij de Janjaweed. De activiteiten van de Janjaweed breidden zich ook uit richting Tsjaad.